# Levriero irlandese
Il levriero irlandese (en. Irish Wolfhound; gaelico Cú Faoil) è una razza canina di origine irlandese riconosciuta dalla FCI (Standard N. 160, Gruppo 10, Sezione 2). Quasi scomparsa intorno alla metà del XIX secolo, la razza è stata ricreata dal capitano scozzese George Augustus Graham.

È il gigante tra i cani, con una taglia media superiore ad 80 cm alla spalla, gentile e molto docile con le persone, può diventare feroce se minacciato o per difendere il padrone. Il suo mantello richiede cure, essendo a pelo ruvido.
In ragione del suo status storico di cane della nobiltà, apprezzato anche dagli inglesi, il Wolfhound non fu molto amato dai patrioti irlandesi del XX secolo (primo tra tutti Michael Collins) che gli preferirono il Kerry blue terrier. È oggi un nome popolare per le squadre irlandesi di rugby: sia la Nazionale di rugby a 13 dell'Irlanda sia la Nazionale A di rugby a 15 dell'Irlanda (gli "Ireland's Wolfhounds"). Un wolfhound funge invece da mascotte per il battaglione delle Guardie irlandesi del British Army.

## Storia

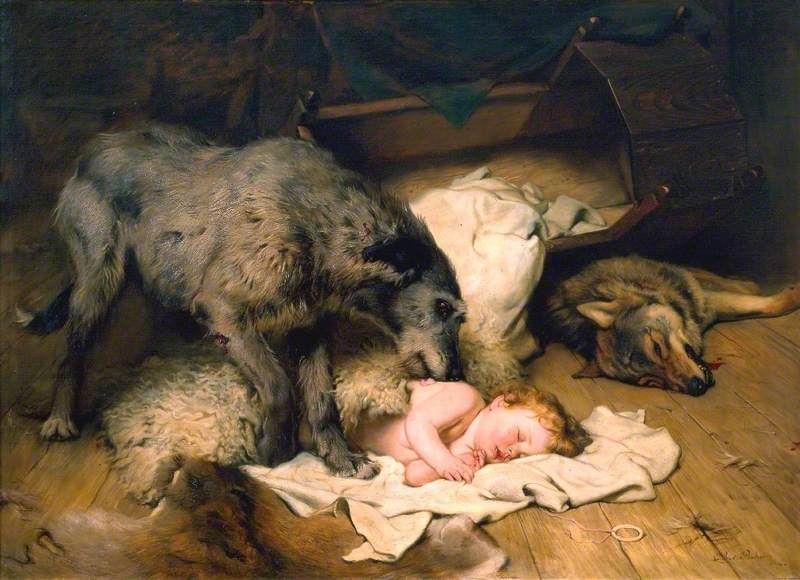
Gelert, il leggendario wolfhound di Llywelyn il Grande del Galles - olio su tela di Charles Burton Barber (1845-1894).

La razza attuale è il frutto di un attento lavoro di selezione e ricostituzione messo in atto dallo scozzese George Augustus Graham ed un pugno di altri allevatori per ridare linfa ad una genealogia di grandi levrieri da caccia a pelo duro prossima all'estinzione al volgere del XIX secolo.

### Origini
Alcuni ritrovamenti suggeriscono che la razza possa essere giunta in Irlanda già nel 7000 a.C.. Il vocabolo locale (celtico) indicante la razza era "Cú", traducibile come "segugio", "segugio irlandese", "cane da guerra" o "cane da lupo", e figura sia nelle Leggi Irlandesi sia nelle Saghe del periodo gaelico (600-900 d.C.). La parola "Cú" figurava poi spesso come prefisso nel nome di guerrieri e sovrani a riprova del ruolo di prestigio riconosciuto a questi animali.
L'uso da parte dei Celti di grandi cani da caccia è ben testimoniato dalle fonti storiche sin dal III secolo a.C.: sappiamo infatti che già al Sacco di Delfi (279 a.C.), i Celti si accompagnavano, anche in battaglia, a cani di grandi dimensioni. Gaio Giulio Cesare menziona questi cani nel De bello gallico, due secoli dopo. Nel nord delle isole britanniche, i Gaeli proseguirono nella selezione di questi grandi levrieri, da loro chiamati "Cú Faoil", che i Romani presero abitualmente ad importare per le loro Venationes sin dal I secolo (come ben testimoniato sia da Strabone sia da Tacito). In Scozia ed Irlanda, il Cú Faoil continuò ad essere allevato ed utilizzato come cane da caccia grossa e cane da guardia o guardiania: l'eroe Cúchulain, il cui nome significa appunto "Cane/segugio di Culain", nato Sétanta, venne così ribattezzato proprio perché, dopo aver ucciso il feroce segugio da guardia di Culain, dovette prenderne il posto, mentre l'eroe Fionn mac Cumhaill (presente sia nella mitologia irlandese sia in quella scozzese) era un guerriero/cacciatore sempre accompagnato dai suoi cani Bran e Sceolan. Persistette anche l'uso di portare il Cú in guerra, come ben testimoniato da tre poemi del c.d. "Ciclo dell'Ulster" (spec. Scéla Muicce Maic Dathó, Táin Bó Cúailnge e Táin Bó Flidaise), datato al primo secolo dell'Era Cristiana.
Nel corso del Medioevo, il Cú divenne sempre più cane tipico della nobiltà tanto che, al tempo dell'invasione anglo-normanna dell'isola, ai soli nobili era permesso dalla Legge possederne, in numero dettato dal rango. Il Wolfhound divenne, de facto, uno dei simboli della regalità, in Irlanda prima ed in Inghilterra poi, spesso scambiato come dono tra i monarchi delle isole: es. Gelert, il leggendario cane di Llywelyn il Grande del Galles, fu un dono di Giovanni d'Inghilterra; ancor prima, Sam, donato al vichingo Olaf Hoskuldsson da Muirchertach mac Néill Re di Ailech, venne da questi donato all'amico Gunnar Hámundarson.
L'utilizzo dei Cú nel contenimento della minaccia a uomini ed armenti dei lupi è ancora ben attestata nel Rinascimento. Se infatti gli Annali del Connacht riportano che nel 1420 "i lupi uccisero molte persone", nel secolo successivo venne avviato un processo di eradicazione delle belve dall'isola basato su battute di caccia sistematiche di uomini armati affiancati da wolfhound. Nella sua Storia d'Irlanda, Edmund Champion descrive il levriero irlandese (il testo originale parla appunto di "greyhound") impiegato per la caccia al lupo sui Monti Wicklow come "grande di ossa e di arti più di un puledro". Tuttavia, le lotte durante la Riconquista Tudor dell'Irlanda, specialmente la cosiddetta "Guerra dei nove anni", comportarono una battuta d'arresto nella lotta contro i lupi che ebbero modo di ripopolare l'isola. Nel corso del XVII secolo la Guerra dei tre regni portò nuove devastazioni e fu solo dopo la Conquista cromwelliana dell'Irlanda che l'eradicazione dei lupi riprese in modo sistematico. Fu appunto Oliver Cromwell a promulgare una dichiarazione a Kilkenny il 27 aprile 1652 nella quale fissava il numero minimo di wolfhound da mantenersi a scopo difensivo in ogni contea dell'isola. Al volgere del secolo, un wolfhound si sarebbe distinto come cane da guerra durante la Battaglia di Aughrim (1691) che pose fine alla Guerra guglielmita.
Nel corso del XVIII secolo il Wolfhound divenne sempre più raro. I lupi stavano infatti sparendo dall'Irlanda (l'ultimo fu ucciso a Myshall (Contea di Carlow), vicino Monte Leinster, nel 1786, da un gruppo di uomini e cani capitanato da tale Watson di Ballydarton) ed i Cú erano ormai allevati da poche, antichissime famiglie nobili.

Nel Settecento furono invece abbondanti le fonti letterarie che fornirono descrizioni della razza:
- nel 1770 il drammaturgo Oliver Goldsmith descrisse il Wolfhound come "la prima tra le razze canine. Estremamente bello e maestoso d'aspetto; la più grande tra le razze canine che si possano vedere nel mondo". L'esemplare più grande da lui visto sarebbe stato alto quattro piedi e della taglia di un vitello di un anno. Morfologicamente, la razza viene presentata come simile al Greyhound ma più robusto, rassomigliante il Gran Danese;
- anche Thomas Bewick, nella sua A General History of Quadrupeds (1790), descrive parla del wolfhound come del più grande e bello tra i cani, alto 36 pollici, solitamente di colore bianco o cannella, simile al Greyhound ma più robusto. Lo descrive come mite nell'aspetto e di carattere pacifico seppur la sua forza sia così grande che nella lotta sia il Mastiff sia il Bulldog non gli sono eguali.

### XIX secolo: declino e rinascita

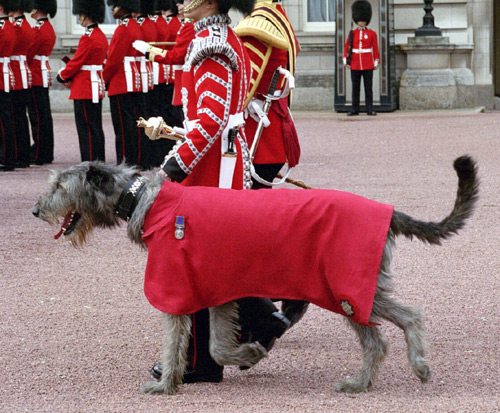
Mascotte delle Guardie irlandesi (British Army) in tenuta da parata.

Al volgere del XIX secolo, i Wolfhound erano rarissimi e ormai lontani dalle dimensioni descritte da Bewick. L'allevatore scozzese George Augustus Graham scriveva infatti nel 1879 "È stato accertato oltre ogni dubbio che ci sono pochi esemplari della razza ancora presenti in Irlanda e Inghilterra che possono essere considerati Irish Wolfhound, sebbene risultino più piccoli delle dimensioni necessarie. Questo sangue è ora in mio possesso". Graham votò la sua vita alla difesa della razza, avviando un processo di selezione basata su incroci con altre razze giganti dato l'esiguo numero di wolfhound rimasti. Si ritiene che Graham abbia utilizzato per gli incroci levrieri scozzesi (da lui ritenuti i veri discendenti dell'antico Cú Faoil solo rimpicciolitisi), levrieri russi, alani e mastiff. Il famoso mastiff Garnier's Lion venne fatto accoppiare con la deerhound Lufra, generando Marquis che entrò nei pedigree del Wolhound tramite la nipote Young Donagh. Graham incluse anche un singolo incrocio con un "Tibetan Wolf Dog": una fotografia del tempo ha rivelato trattarsi non di un mastino tibetano, come a lungo speculato, bensì di un Cane da pastore del Kinnaur (una sorta di Lhasa Apso gigante). Nel 1885 Graham ed altri allevatori poterono così fondare il Irish Wolfhound Club e fissare il primo standard ufficiale della razza.

## Utilizzo

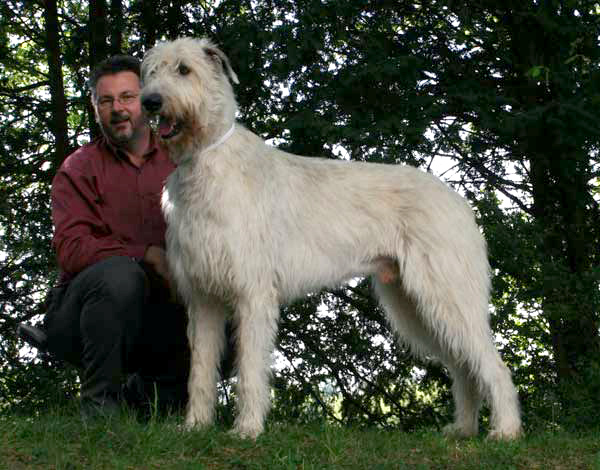
Wolfhound maschio.

Come tutti i levrieri, anche quello irlandese era usato come cane da caccia. Nel suo caso, le prede erano i grandi animali che vivevano un tempo in Gran Bretagna e in Irlanda: cervi, orsi, cinghiali e soprattutto lupi (da cui appunto il nome della razza). Questo cane aveva (e ha) infatti tutte le carte in regola per combattere con il lupo (stazza, aggressività, forza e velocità) tanto che il levriero irlandese era considerato, un tempo, l'arma più efficace contro un lupo. Per cacciare i lupi con i levrieri, i cacciatori mandavano nella foresta i cani, per scovare le prede; una volta trovate, i cani separavano un lupo dal branco e lo assalivano con estrema ferocia finché non arrivava il cacciatore a finire l'animale. Talvolta avvenivano veri e propri scontri tra mute di levrieri e branchi di lupi, lotte sanguinarie in cui molti esemplari di tutte e due le parti perdevano la vita. È ormai accertato che la scomparsa del lupo dalla Gran Bretagna e dall'Irlanda sia stata molto accelerata dall'utilizzo dei levrieri irlandesi.
Oggi il levriero irlandese viene usato perlopiù come cane da guardia.

## Carattere

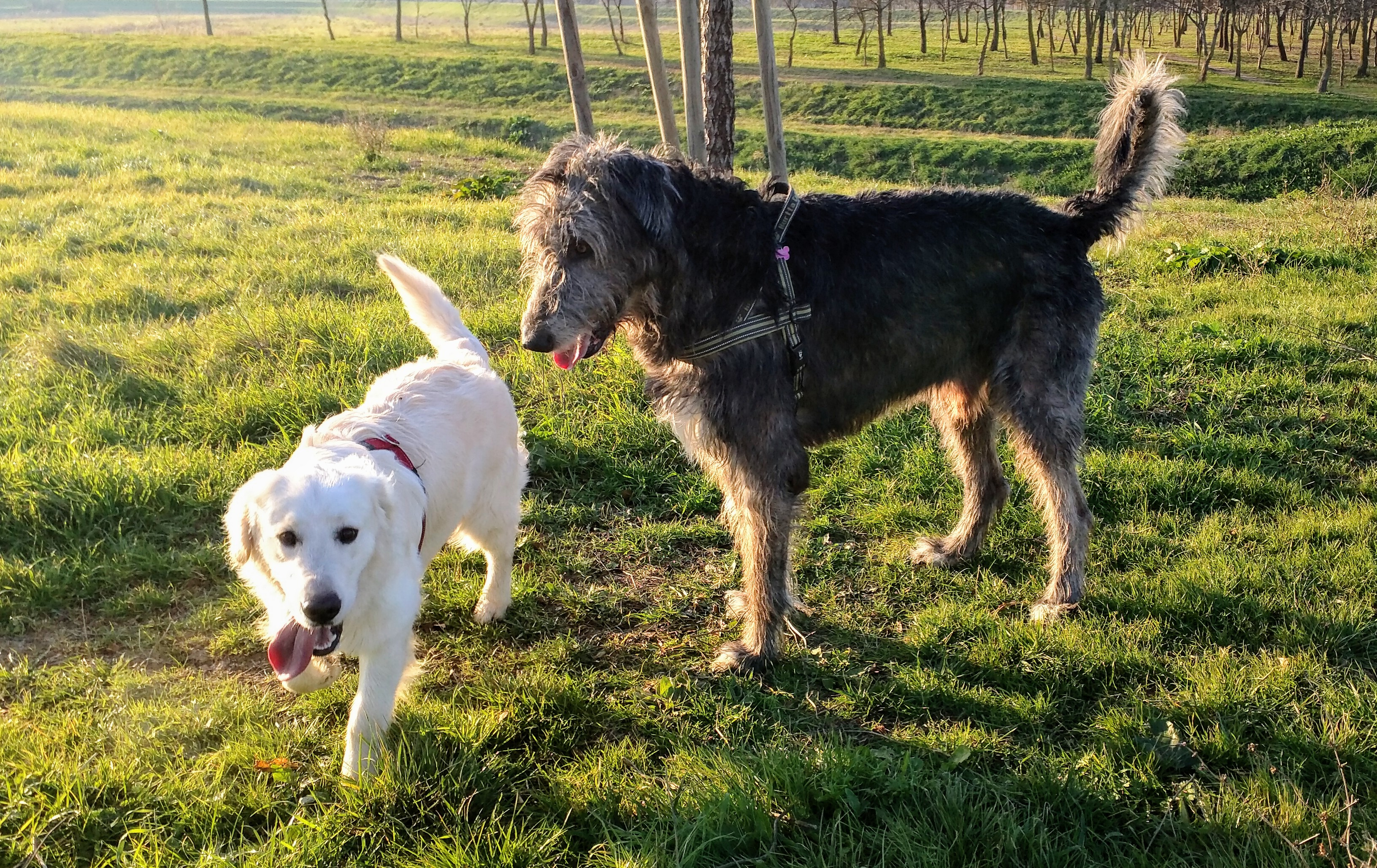
Wolfhound insieme ad un golden retriever.

È un cane gentile, tranquillo, intelligente e facile da addestrare. Ha la tendenza ad affezionarsi ad una persona sola anche se è molto dolce, amorevole con tutti i membri della propria famiglia; ama giocare con i bimbi e prendersi cura di loro anche se bisogna fare attenzione per la grande mole dell'esemplare. È impavido e grande abbaiatore. Non deve mai essere stuzzicato. Si adatta alla vita domestica anche se preferisce ampi spazi aperti dove poter fare tanto movimento e tenersi sempre in forma.

### Fonti
- ANONIMO (I secolo a.C.), Ciclo dell'Ulster, spec.: Scéla Muicce Maic Dathó, Táin Bó Cúailnge e Táin Bó Flidaise
- Grazio Falisco (I secolo a.C.), Cynegeticon.
- Marco Aurelio Olimpio Nemesiano (III secolo), Cynegetica.
- Strabone (I secolo), Geografia.
- Tacito (I secolo), De vita et moribus Iulii Agricolae.

### Studi
- Bewick T (1790), A General History of Quadrupeds.
- Karunanithy D, War dogs among the early Irish.
- Leighton R (1907), The New Book of the Dog, Londra-New York, Cassell.
- McBryde M (1998), The Irish Wolfhound : Symbol of Celtic Splendor, John Wiley & Sons, ISBN 978-0-87605-169-6.
- Samaha J (1991), The New Complete Irish Wolfhound, Howell Book House, ISBN 978-0-87605-171-9.